# أرتيم بوندارينكو
أرتيم بوندارينكو (بالأوكرانية: Бондаренко Артем Юрійович)‏ هو لاعب كرة قدم أوكراني في مركز الوسط، ولد في 21 أغسطس 2000 في مدينة تشيركاسي في أوكرانيا. لعب مع شاختار دونيتسك.

## وصلات خارجية
- أرتيم بوندارينكو على موقع الاتحاد الأوربي (الإنجليزية)
- أرتيم بوندارينكو على موقع اتحاد أوكرانيا (الإنجليزية)
- أرتيم بوندارينكو على موقع قاعدة بيانات كرة القدم.إي يو (الإنجليزية)
- أرتيم بوندارينكو على موقع Soccerbase.com (لاعب) (الإنجليزية)
- أرتيم بوندارينكو على موقع Soccerway.com (الإنجليزية)
- أرتيم بوندارينكو على موقع عالم كرة القدم.نت (الإنجليزية)